# Tachikawa Ki-54
Kiểu máy bay Tachikawa Ki-54 là một kiểu máy bay huấn luyện hai động cơ nâng cao của Nhật Bản trong Thế Chiến II.

## Lịch sử hoạt động
Chiếc Ki-54 được phát triển để đáp ứng theo yêu cầu của Lục quân Đế quốc Nhật Bản cho một kiểu máy bay huấn luyện nâng cao hai động cơ, chủ yếu dành cho huấn luyện đội bay. Chiếc nguyên mẫu bay chuyến bay đầu tiên vào năm 1940, và sau khi hoàn tất các thử nghiệm, được đưa vào sản xuất vào năm 1941 như là Máy bay huấn luyện Nâng cao Lục quân Kiểu 1 Loại A. Phe Đồng Minh đã đặt tên mã cho chúng là Hickory. Các phiên bản Ki-54b và -c đã đạt được những thành tích đáng kể cho đến cuối cuộc chiến.

## Các nước sử dụng
Nhật BảnLục quân Đế quốc Nhật Bản
 ManchukuoBa chiếc được Nhật Bản sử dụng như là máy bay chở yếu nhân.
 Đài LoanKhông quân Trung Hoa Dân Quốc (sử dụng những chiếc máy bay chiếm được)
 Trung QuốcTrung Quốc đã chiếm được 4 chiếc Ki-54 và sử dụng chúng cho đến những năm 1951 - 1952. Chúng được sử dụng để huấn luyện thế hệ đầu tiên của những nữ phi công đầu tiên của Trung Quốc.

## Các phiên bản
Ki-54aPhiên bản huấn luyện phi công không vũ trang.
Ki-54bPhiên bản huấn luyện đội bay có vũ trang.
Ki-54cPhiên bản vận tải tám hành khách hạng nhẹ & máy bay liên lạc hạng nhẹ. Tên gọi dân sự của kiểu này là Y-59.
Ki-54dPhiên bản trinh sát duyên hải/Chiến tranh chống tàu ngầm (ASW: Anti Submarine Warfare), mang 8 x mìn sâu 60 kg (132 lb)
Ki-110Một chiếc nguyên mẫu Ki-54 cấu tạo toàn bằng gỗ.
Ki-111Dự án máy bay tiếp nhiên liệu. Không được chế tạo.
Ki-114Dự án máy bay tiếp nhiên liệu cấu tạo toàn bằng gỗ. Không được chế tạo.

## Đặc điểm kỹ thuật (Ki-54)
Tham khảo: The Concise Guide to Axis Aircraft of World War II - David Mondey

### Đặc tính chung
- Đội bay: 02 người
- Tải trọng: 08 người
- Chiều dài: 11,94 m (39 ft 2 in)
- Sải cánh: 17,90 m (58 ft 9 in)
- Chiều cao: 3,58 m (11 ft 9 in)
- Diện tích bề mặt cánh: 40 m² (430,5 ft²)
- Trọng lượng không tải: 2.954 kg (6.512 lb)
- Trọng lượng cất cánh tối đa: 3.897 kg (8.591 lb)
- Động cơ: 2 x động cơ Hitachi Ha-13a 9 xy lanh bố trí hình tròn làm mát bằng không khí, cánh quạt hai cánh, công suất 510 mã lực (380 kW) mỗi động cơ.

### Đặc tính bay
- Tốc độ lớn nhất: 375 km/h (233 mph)
- Tốc độ bay đường trường: 240 km/h (149 mph)
- Tầm bay tối đa: 960 km (597 mi)
- Trần bay: 7.180 m (23.555 ft)

### Vũ khí
- 4 x súng máy 7,7 mm (0,303 in)
- trang bị bom thực hành

## Nội dung liên quan

### Máy bay tương tự
- Airspeed Oxford
- Avro Anson
- Siebel Si 204
- Beech Model 18

### Trình tự thiết kế
Ki-48 - Ki-49 - Ki-51 - Ki-54 - Ki-55 - Ki-56 - Ki-57 - Ki-59 - Ki-60

### Danh sách liên quan
- Danh sách máy bay trong Chiến tranh Thế giới II
- Danh sách máy bay chiến đấu
- Danh sách máy bay quân sự Nhật Bản